# MIDI

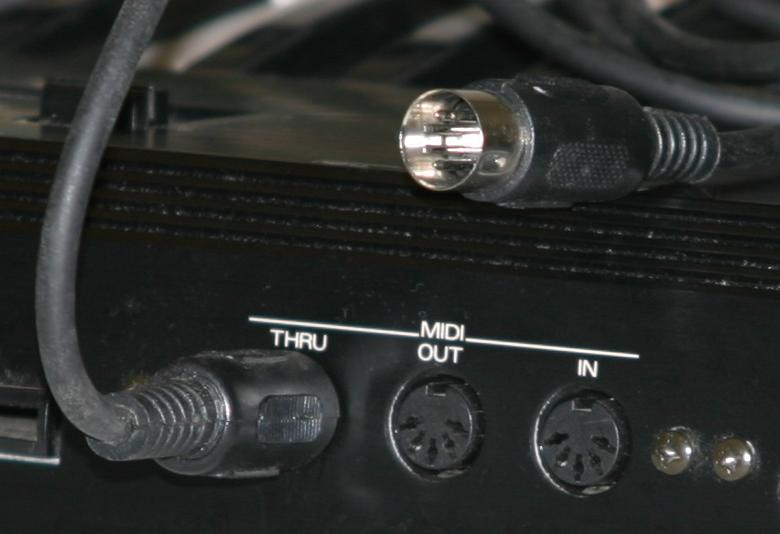
Ba cổng và một dây MIDI

MIDI (Musical Instrument Digital Interface - Giao diện kỹ thuật số dành cho nhạc cụ) là chuẩn công nghiệp về nghi thức giao thông điện tử định rõ các nốt âm nhạc trong nhạc cụ điện tử như là bộ tổng hợp chính xác và ngắn gọn, để nhạc cụ điện tử và máy tính trao đổi dữ liệu, hoặc "nói", với nhau. MIDI không truyền âm thanh – nó chỉ truyền thông tin điện tử về một bản nhạc. MIDI có thế được sử dụng cho các mục đích khác, nhưng mục tiêu ban đầu cho việc phát minh MIDI vẫn là phục vụ cho âm nhạc. Chuẩn MIDI bao gồm 3 thành phần: Giao thức (protocol), Phương tiện kết nối (connector) và Dạng tập tin lưu trữ tiêu chuẩn (standard MIDI file).

## Giao thức
Đàn synthesizer 
Đây là chính là "ngôn ngữ" của MIDI, cũng như con người sử dụng ngôn ngữ để giao tiếp. Các thiết bị kỹ thuật số đề cập ở trên cũng vậy, để chúng "hiểu" nhau, bạn phải cho chúng "nói" cùng một ngôn ngữ. Đại diện tiêu biểu cho các thiết bị này là các nhạc cụ điện tử như keyboard, synthesizer và máy vi tính PC.

## Các phương tiện kết nối
Các thiết bị MIDI phải có ngõ vào/ra để kết nối với nhau. Chuẩn MIDI 1.0 quy định connector (dây cáp có đầu cắm) là 5-pin DIN. Hiện nay, các thế hệ đàn synthesizer mới nhất đã sử dụng chuẩn USB của PC làm phương tiện kết nối.

## Dạng tập tin lưu trữ tiêu chuẩn
MIDI ra đời từ những năm đầu của thập niên 80. Các hãng sản xuất nhạc cụ điện tử của Nhật và Mỹ muốn đề xuất ra một chuẩn cho phép các loại nhạc cụ "nói chuyện" được với nhau, nâng cao khả năng mở rộng giúp cho việc sáng tác, biểu diễn và ghi âm được thuận lợi hơn. Sự thật là từ khi ra đời, MIDI đã tạo nên những thay đổi rất quan trọng trong công nghệ ghi âm. Năm 1991, để tăng cường hơn nữa tính tương thích giữa các nhạc cụ, chuẩn General MIDI 1 ra đời. Đến năm 1999, General MIDI 2 được công bố, mở rộng bộ tiếng và khả năng chỉnh sửa dữ liệu MIDI. Và một điều lý thú: để thay thế âm thanh nghe như "tiếng dế gáy" của chiếc ĐTDĐ, chuẩn General MIDI Lite được khai sinh vào năm 2001 để ứng dụng cho các thiết bị di động.

## Hoạt động
Ba cổng và một dây cắm MIDI 
Như đã nêu trong phần định nghĩa, MIDI dùng để trao đổi thông tin biểu diễn nhạc giữa các nhạc cụ điện tử hoặc giữa nhạc cụ điện tử với máy vi tính. Tín hiệu trao đổi được mã hóa dưới dạng nhị phân bao gồm các con số 0 và 1 và được gọi là message (thông điệp). Một message sẽ chứa các thông tin như là: nốt nhạc nào, âm thanh phát ra sẽ lớn hay nhỏ, sử dụng nhạc cụ gì. 
Nói cho đơn giản dễ hiểu, file MIDI là bản nhạc, còn các thiết bị như là đàn điện tử hay ĐTDĐ chính là các dàn nhạc tấu lại bản nhạc đó và nói như hiểu biết của đa số người sử dụng, nhạc MIDI là nhạc hòa tấu. Chính vì chỉ ghi lại bản nhạc mà file MIDI có dung lượng rất nhỏ. Để tạo ra âm thanh, MIDI phụ thuộc hoàn toàn vào thiết bị phát lại. Trên các thiết bị này có một thành phần gọi là synthesizer. Trên ĐTDĐ và soundcard máy vi tính đều có tích hợp một synthesizer đơn giản. Synthesizer có thể là phần cứng - chip nhớ ROM hoặc phần mềm - SoftSynth. 
Ngày nay nhạc MIDI được ứng dụng rộng rãi trong cuộc sống bởi kích thước file nhạc nhỏ và âm thanh của nó cũng dễ nghe. Ngoài điện thoại di động, MIDI còn được ứng dụng rộng rãi trong các nhạc cụ điện tử như Keyboard, guitar điện, kèn saxophone... Ngoài ra MIDI còn có một số ứng dụng khác như điều khiển ánh đèn sân khấu dành cho MIDI Show Control. Trong các phòng thu âm, MIDI Machine Control làm nhiệm vụ đồng bộ hoá các thiết bị ghi âm.